# بدوين هاكر (فلم)
بدوين هاكر ويُعرف أيضًا باسمِ قراصنة بدوين هو فيلم روائي تونسي عن قراصنة الحاسوب الذين يبثون رسائل تُروِّجُ للحرية و المساواة لأبناء شمال إفريقيا ومحاولات أجهزة المخابرات الفرنسيّة إلقاء القبض على هؤلاء. صدر الفيلمُ في عام 2003، سابقًا بذلك الربيع العربي – الذي اندلع مطلع العام 2011 – بعدة سنوات.
نجحَ الفيلمُ حسب عديدُ النّقاد في كسر الصور النمطية المتخيَّلَة والمُتصوَّرَة عن السينما التونسيّة. وذلك من خلالِ التركيز على القضايا التي تهمُّ تونس في القرن الحادي والعشرين.

## القصّة
تبدأُ عمليّات القرصنة في مكانٍ بعيدٍ في شمال إفريقيا بفضلِ قرصانة كمبيوتر – يُعرف هكذا قراصنة باسمِ «الذئب الوحيد» – تُدعى كَالْتْ والتي تعمل مع أحد معارفها من أجلِ تنفيذِ الكثير من عمليّات التهكير المهمّة والخطيرة. تنجحُ كالت في إنقاذ صديقتها المهاجرة غير الشرعية فْرِيدَا من براثن الهجرة الفرنسية في باريس من خلال اختراق أجهزة الكمبيوتر الخاصة بسلطات الهجرة وتزوير بعض المعلومات.
تلتقي كالت بصحفي يُدعى شمس ساخطٌ على الوضعيّة في فرنسا بسببِ مداهمات الشرطة للمهاجرين الذين يضطرون للعودة إلى تونس في ظروف خطيرة فتتعزَّز العلاقةُ بين الاثنان إلى حدٍ ما. تقومُ كالت باختراقِ عددٍ من شبكات البث التلفزيوني الأوروبي وتعرضُ رسائل تدعو للحريّة والمساواة في شمال إفريقيا.
في مكانٍ ما داخل جهاز المخابرات الفرنسي، تُحاول جوليا ورئيستها ووكيلها زبور تعقُّب عمليات الإرسال وإيقافها. تُصادف أن تكون جوليا حبيبةُ الصحفيّ شمس؛ فتُحاول استخدامه للتسلل إلى دائرة كالت «الإرهابية المزعومة» وإسقاطها. يُحاول شمس في البداية فرض نفسه عبر رفضِ أوامر جوليا لكنه يمتثل مع الوقتِ لكلَ ما تقول.
يُدبِّر شمس مقابلةً مع العجوز الذي يملك المنزل الذي تعيش فيه كالت وعائلتها. العجوزُ شاعر فلسفي وهو الآخر يُنادي بقيمِ الحريّة التي يتجاهلها شمس مُحاولًا اكتشاف أسرار حياة كالت. يُحاول شمس مساعدة جوليا عبر وضعِ حصان طروادة في جهاز كالت لكنّ الأخير يعلمُ بالأمر ويفهم علاقة شمس مع جوليا وما يُحاول أن يفعل.
تعتقدُ جوليا أنّ القرصان الغامض – والذي قد يكون أحد معارفها القدامى – قد درس معها في المدرسة المتعددة التكنولوجية. يُظهر الفلاش باك جوليا وكالت – التي درست في المدرسة المتعددة التكنولوجية هي الأخرى – وهما يعملانِ على أجهزة الكمبيوتر في شبابهما.
تخترقُ كالت في مرحلةٍ ما عددًا من القنوات في وقتٍ واحدٍ ثمّ تطلبُ عبر رسائل تظهرُ على الشاشة من كل المشاهدين الاتصال برقمٍ هاتفيٍّ مُعيّن. يؤدِّي هذا بطريقةٍ ما إلى إيقاف تشغيل الطاقة في جزء من مدينة باريس يُسمَّى لا ديفونس . يزدادُ ضغط الحكومة على قسم جوليا الذي يُنفَقُ عليه ملايين الدولارات في محاولةٍ لإخماد «المعلومات المضللة» التي تُنشر عن بدوين هاكر.
مع مرور الوقت؛ يُحاول شمس أن يُقنع جوليا بعدمِ وجود «إرهابيين» في الدائرة التي تُحقّق فيها، بينما يطلبُ بعض المعارف من كالت التوقّف عن اختراقِ القنوات التلفزيّة كونها تُعرض حياتها للخطر بهكذا أعمال. تتعقَّبُ جوليا مدفوعة برئيسها موقع كالت أخيرًا وتُواجهها، لكنّ الأخيرة تُدمِّر جميع الأدلة على ما كانت تقوم به.

## الموسيقى
تميلُ الموسيقى في الفيلم إلى أن تكون عربية عصرية بتأثيرات من موسيقى الهيب هوب ودقات الرقص. هناك أيضًا مشاهد للموسيقى التقليدية وموسيقى الاحتجاج / الموسيقى الشعبية التي يتمُّ تشغيلها في جلسات عائليّة.